# تام رابینسون
تام رابینسون (انگلیسی: Tom Robinson؛ ۱ ژوئن ۱۹۵۰) خواننده-ترانه‌سرا، بیسیست، مجری رادیو اهل بریتانیا است که علت شهرت وی ترانه خوشحال از همجنس‌گرا بودن، راه ۲-۴-۶-۸، و جواب نه قبول نکن است. همچنین بعدتر وی رتبه ۶ در جدول تک‌آهنگ‌های بریتانیا با ترانه کودک جنگ رسید.